# LA Knight
Shaun Ricker (* 1. November 1982 in Hagerstown, Maryland) ist ein amerikanischer Wrestler. Er steht derzeit bei der WWE unter Vertrag und tritt als LA Knight regelmäßig in deren Show SmackDown auf. Ricker ist zweimaliger United States Champion, verlor diesen bei Wrestlemania 41 an Jacob Fatu, ebenso ist Ricker ehemaliger Impact World Champion.

## Wrestling-Karriere

### Erste Anfänge (2003–2010)
Ricker begann 2003 regelmäßig für die Heartland Wrestling Association (HWA) unter dem Ringnamen Deuce zu kämpfen. Am 9. November 2004 gewann er die HWA Television Championship. Diese verlor er jedoch am 4. Januar 2005. Nach diversen Einzel- und Teamkämpfen forderte er am 31. Oktober 2006 Chad Collyer um die HWA Heavyweight Championship heraus, er verlor jedoch und laut Stipulation musste er die Karriere beenden.
2007 kehrte er mit dem Ringnamen Dick Rick zu HWA zurück. Nach seiner Rückkehr nahm er hauptsächlich nur an Turnieren teil, welche er auch teils erfolgreich für sich entscheiden konnte. Er sicherte sich hierdurch einige Titelkämpfe. Einen Titel konnte er sich jedoch nie sichern. Am 3. Juni 2009 bestritt er für HWA sein letztes Match, dieses verlor er jedoch.
Nach HWA begann Ricker Ende 2009 bei Mach One Wrestling (M1W) zu kämpfen. Sein erstes Match fand in der M1W Fight Night statt, dieses verlor er am 16. Oktober gegen Tommy Wilson. In den Monaten trat er gegen Brian Cage in Einzel- und Tag-Team-Kämpfen an, jedoch verlor er diese. Später gründete er mit Cage das Tag Team Natural Selection. Sie bestritten hierauf erfolgreich einige Matches zusammen. Die Tag Team Titel konnten sie sich jedoch nie sichern. Er bestritt sein letztes Match für die Promotion am 29. Oktober 2011 und besiegte Nick Madrid bei M1W Wrath Of Con III.

### NWA Championship Wrestling from Hollywood (2010–2013)
Im Dezember 2010 ging Ricker zur Promotion NWA Championship Wrestling aus Hollywood. Er schloss sich wieder mit Brian Cage zusammen und reformierte das Tag-Team von The Natural Selection. Zusammen gewannen sie am 8. Dezember 2010 die NWA Heritage Tag TeamChampionship von The RockNES Monsters. Die Titel verloren sie nach einer Regentschaft von 200 Tagen. Nach dem Verlust der Titel führte dies zu einer Fehde zwischen ihm und Cage, diese konnte er gewinnen. Nach diesem Sieg erhielt er eine Chance auf die NWA Championship. Am 4. Dezember 2011 bekam er dieses Match gegen Adam Pearce, jedoch verlor er dies.
Während des gesamten Jahres 2012 versuchte er sich ein World Championship Match zu verdienen. Er gewann hierfür einige Turniere, im Finale traf er erneut auf Cage, auch dieses Match konnte er für sich entscheiden. Seinen endgültigen Erfolg schaffte er am 30. Mai 2013, dort gewann er einen 30-Mann-Rumble und somit die CWFH Heritage Heavyweight Championship. Dieses Match widmete er seinem verstorbenen Freund und Manager Percy Pringle. Am 2. Juni 2013 teilte er mit, dass er die NWA verlassen würde.

### World Wrestling Entertainment (2013–2014)
Im Mai 2013 unterschrieb er einen Vertrag bei der WWE. Dort nutzte er den Ringnamen Slate Randall. Bei den NXT Tapings für Oktober 2013 besiegte er Yoshi Tatsu. Sein letztes Match für NXT bestritt er am 2. Mai 2014, schlussendlich wurde er am 1. August 2014 entlassen.

### Impact Wrestling (2015–2019)
Nach seiner Entlassung schloss er sich Impact Wrestling an. Dort begann er sich einen Namen für sich aufzubauen. In dieser Zeit gewann er die Impact World Championship, Impact Tag Team Championship und TNA King of the Mountain Championship. Zudem gewann er bis Ende 2018 noch diverse Turniere. Am 4. Juni 2019 wurde er dann von TNA entlassen.

### Rückkehr zu World Wrestling Entertainment (seit 2021)
Am 14. Februar 2021 unterzeichnete er erneut bei der WWE. Er debütierte in der gleichen Nacht bei dem NXT TakeOver: Vengeance Day Event und absolvierte eine Promo in der Pre-Show. Zugleich verkündete er seinen neuen Ringnamen LA Knight. Sein In Ring Debüt gab er am 17. März 2021 und besiegte August Grey. Am 13. Juni 2021 bestritt er bei NXT TakeOver: In Your House II ein Ladder-Match gegen Cameron Grimes, um den neuen Titelträger der Million Dollar Championship zu bestimmen. Dieses Match konnte er gewinnen. In einem weiteren Match um den Titel, konnte er erneut gegen Grimes gewinnen. Mit diesem Sieg musste Grimes ihm als Butler dienen. Die Regentschaft hielt 70 Tage und verlor den Titel, schlussendlich am 22. August 2021 bei NXT TakeOver: 36 an Cameron Grimes. Am 14. September 2021 bestritt er ein Fatal-Four-Way-Match, um die vakante NXT Championship gegen Tommaso Ciampa, Von Wagner und Pete Dunne, dieses konnte er jedoch nicht gewinnen.
Am 20. Mai 2022 debütierte er in Rahmen eines Backstage-Segmentes bei SmackDown, dort stellte er sich mit seinem neuen Ringnamen Max Dupri vor. Hiernach gründete er seine Agentur Maximum Male Models und managt hierunter Mån.Sôör und Ma.çé. Am 1. Juli 2022 trat er zusammen mit beiden bei SmackDown auf. Bereits Mitte Oktober überwarf er sich laut Storyline mit seinem Team, seither tritt er wieder als LA Knight auf. Sein erster größerer Erfolg war der Gewinn einer 25-Mann-Battle-Royal beim SummerSlam im August 2023. 
Beim SummerSlam 2024 gewann er die WWE United States Championship von Logan Paul. Bei der Survivor Series desselben Jahres verlor er nach 118 Tagen seinen Titel an Shinsuke Nakamura.
Bei der SmackDown-Ausgabe vom 7. März 2025 gewann er die WWE United States Championship von Shinsuke Nakamura nach 97 Tagen zurück. Doch bei WrestleMania 41 verlor er in der ersten Nacht am 19. April seinen Titel an Jacob Fatu. Knights zweite Regentschaft hielt 43 Tage. Bei Money in the Bank am 7. Juni 2025 stand er zum dritten Mal in einem Leitermatch, konnte aber auch dieses Mal nicht gewinnen.  

## Titel und Auszeichnungen
- Championship Pro Wrestling
  - CPW Tag Team Championship (1×) mit Jackpot und Sin City Syndicate

- Championship Wrestling From Hollywood
  - CWFH Heritage Heavyweight Championship (1×)
  - NWA Heritage Tag Team Championship (2×) mit Brian Cage
  - Red Carpet Rumble (2013)

- DDT Pro-Wrestling
  - Ironman Heavymetalweight Championship (1×)

- Future Stars of Wrestling
  - FSW Heavyweight Championship (2×)

- Empire Wrestling Federation
  - EWF Heavyweight Championship (1×)
  - Great Goliath Battle Royal (2011)

- Heartland Wrestling Association
  - HWA Television Championship (1×)

- Mach One Wrestling
  - M1W Tag Team Championship (1×) mit Brian Cage
  - M1W Tag Team Championship Tournament (2010) mit Brian Cage

- National Wrestling Alliance
  - NWA World Tag Team Championship (1×) mit James Storm

- Pro Wrestling Revolution
  - PWR Heavyweight Championship (1×)

- Impact Wrestling
  - Impact World Championship (1×)
  - Impact Tag Team Championship (1×) – mit Scott Steiner
  - TNA King of the Mountain Championship (1×)
  - Gauntlet for the Gold (2016 und 2017)
  - Race for the Case (2017)
  - Feast or Fired (2016)
  - Feast or Fired (2018)

- Ultimate Championship Wrestling
  - UCW Heavyweight Championship (1×)

- World Wrestling Entertainment
  - Million Dollar Championship (1×)
  - WWE United States Championship (2×)